# Bernedo
Bernedo község Spanyolországban, Arabában. Lakosainak száma 546 fő (2024).

## Földrajza
Bernedo Alegría-Dulantzi, Kripan, Laguardia, Lagrán, Vitoria-Gasteiz, Iruraiz-Gauna, Elburgo/Burgelu, Arraia-Maeztu, Campezo-Kanpezu, Condado de Treviño, Lapoblación, Marañón, Cabredo és Genevilla községekkel határos.

## Népesség
A település lakosságának változását az alábbi diagram mutatja:
| Lakosok száma | 540  | 538  | 569  | 575  | 565  | 545  | 499  | 494  | 538  | 546  |
|               | 2001 | 2004 | 2006 | 2009 | 2011 | 2014 | 2016 | 2019 | 2021 | 2024 |